# Michotamia assamensis
Michotamia assamensis là một loài ruồi trong họ Asilidae. Michotamia assamensis được Joseph & Parui miêu tả năm 1995. Loài này phân bố ở miền Ấn Độ - Mã Lai.